# Samsung Heavy Industries
Samsung Heavy Industries (Hangul: 삼성중공업) is een tak van de Samsung Group die zich toespitst op scheepsbouw en de offshoreindustrie. 

## Activiteiten
Samsung Heavy Industries (SHI) is een van de grootste scheepsbouwers ter wereld en vormt met Hyundai Heavy Industries en Hanwha Ocean, het voormalige Daewoo Shipbuilding & Marine Engineering, de Zuid-Koreaanse grote drie. Sinds de oprichting in 1974, heeft SHI orders gekregen voor 1417 schepen en offshore installaties waarvan er 1256 zijn afgeleverd tot januari 2023.
SHI is gespecialiseerd in gecompliceerde schepen zoals gastankers, containerschepen, boorschepen en olietankers. Voor de eenvoudiger schepen zijn concurrenten in lagelonenlanden, zoals de Volksrepubliek China, meer actief. Het heeft drie vestigingen in China, in Ningbo en Rongcheng in Shandong, waar scheepsonderdelen en componenten worden gemaakt die uiteindelijk op de Zuid-Koreaanse werf worden geassembleerd.

### Resultaten
In de periode van 2013 tot en met 2017 is de omzet gehalveerd en zijn de resultaten verslechterd. In 2015 werd een recordverlies geleden van KRW 1,2 biljoen. De resultaten zijn sindsdien wel tijdelijk verbeterd, maar 2016 en 2017 werden ook met verlies afgesloten. In 2019 en latere jaren begonnen de verliezen weer op te lopen.
| Jaar | Omzet  | Bedrijfs- resultaat | Netto- resultaat |
| ---- | ------ | ------------------- | ---------------- |
| 2016 | 10.414 | −148                | −139             |
| 2017 | 7901   | −524                | −341             |
| 2018 | 5265   | −409                | −388             |
| 2019 | 7350   | −617                | −1316            |
| 2020 | 6860   | −1054               | −1493            |
| 2021 | 6622   | −1312               | −1452            |
| 2022 | 5945   | −854                | −627             |

## Geschiedenis
In 1974 werd Samsung Heavy Industries opgericht. Er was nog geen scheepswerf en de bouw hiervan duurde enige jaren. In 1979 werd het staal gesneden voor het eerste schip en in december 1979 kwam het eerste dok gereed zodat met de bouw van schepen daadwerkelijk een aanvang kon worden gemaakt. In 1983 vond een fusie plaats met Samsung Shipbuilding en Daesung Heavy Industries. In dit jaar kwam ook het tweede dok gereed. Begin 1994 kreeg het bedrijf een beursnotering aan de Korea Exchange.
In 2007 leverde SHI aan Sovcomflot de eerste olietanker voor gebruik in de Noordelijke IJszee. De tanker van 70.000 DWT kan functioneren in temperaturen tot −40°C en kan met de versterkte boeg door 1,5 meter dik ijs varen. De tanker gaat pendelen tussen Varandej en diverse ijsvrije havens.
In 2017 was SHI de eerste werf die een containerschip met een capaciteit van meer dan 20.000 TEU heeft afgeleverd. De Japanse rederij Mitsui O.S.K. Lines had in 2015 een bestelling geplaatst voor vier van deze schepen elk met een capaciteit van 20.150 TEU. Het schip is 400 meter lang, 58,8 meter breed en 32,8 meter hoog.